# Meidericher Spielverein Duisburg 2012-2013
Questa voce raccoglie le informazioni riguardanti il Meidericher Spielverein Duisburg nelle competizioni ufficiali della stagione 2012-2013.

## Stagione
Il Duisburg chiuse la stagione all'11º posto in classifica. Nonostante avesse raggiunto la salvezza sul campo, il club retrocesse perché si vide respingere la licenza per giocare nella 2. Bundesliga. L'avventura nella DFB-Pokal 2012-2013 si chiuse invece al secondo turno, con l'eliminazione per mano del Karlsruhe. Nel corso della stagione, si alternarono tre allenatori: inizialmente, sedeva in panchina Oliver Reck, esonerato il 25 agosto. Ad interim, la squadra fu affidata a Ivica Grlić, ma il 3 settembre fu scelto Kosta Runjaić come nuovo tecnico.
I calciatori più utilizzati in stagione furono Sören Brandy e Daniel Brosinski, entrambi con 34 presenze (32 in campionato e 2 in coppa). Lo stesso Brandy fu anche miglior marcatore, con 6 reti (tutte realizzate in campionato).

## Maglie e sponsor
Lo sponsor tecnico per la stagione 2012-2013 fu Nike, mentre lo sponsor ufficiale fu Rhein Power. La maglia casalinga era bianca con strisce orizzontali blu, pantaloncini bianchi e calzettoni blu. Quella da trasferta era completamente nera, mentre la terza era totalmente rossa.
| Casa | Trasferta | Terza divisa |

## Rosa
| N. |                                 | Ruolo | Calciatore         |
| -- | ------------------------------- | ----- | ------------------ |
| 1  | Filippine (bandiera)            | P     | Roland Müller      |
| 2  | Germania (bandiera)             | D     | Julian Koch        |
| 3  | Germania (bandiera)             | D     | Markus Bollmann    |
| 4  | Bosnia ed Erzegovina (bandiera) | D     | Džemal Berberović  |
| 5  | Bosnia ed Erzegovina (bandiera) | D     | Branimir Bajić     |
| 6  | Germania (bandiera)             | D     | Benjamin Kern      |
| 7  | Germania (bandiera)             | C     | Daniel Brosinski   |
| 8  | Germania (bandiera)             | A     | Maurice Exslager   |
| 9  | Bulgaria (bandiera)             | A     | Valeri Domovčijski |
| 10 | Germania (bandiera)             | C     | Jürgen Gjasula     |
| 11 | Germania (bandiera)             | A     | Srđan Baljak       |
| 14 | Germania (bandiera)             | A     | Sören Brandy       |
| 15 | Slovenia (bandiera)             | C     | Goran Šukalo       |
| 16 | Germania (bandiera)             | D     | Stephan Hennen     |

| N. |                                 | Ruolo | Calciatore           |
| -- | ------------------------------- | ----- | -------------------- |
| 17 | Germania (bandiera)             | C     | Kevin Wolze          |
| 19 | Austria (bandiera)              | D     | Andreas Ibertsberger |
| 19 | Norvegia (bandiera)             | A     | Flamur Kastrati      |
| 21 | Germania (bandiera)             | C     | Sascha Dum           |
| 21 | Germania (bandiera)             | C     | Andre Hoffmann       |
| 22 | Germania (bandiera)             | D     | Dustin Bomheuer      |
| 23 | Germania (bandiera)             | A     | Ranisav Jovanović    |
| 24 | Germania (bandiera)             | D     | Timo Perthel         |
| 25 | Tunisia (bandiera)              | D     | Adli Lachheb         |
| 26 | Germania (bandiera)             | C     | Tanju Öztürk         |
| 28 | Bosnia ed Erzegovina (bandiera) | C     | Dušan Jevtić         |
| 31 | Macedonia del Nord (bandiera)   | D     | Xhelil Abdulla       |
| 33 | Croazia (bandiera)              | C     | Zvonko Pamić         |
| 34 | Brasile (bandiera)              | C     | Antônio da Silva     |

## Calciomercato

### Sessione estiva(dal 01/07 al 31/08)
| Acquisti | Acquisti          | Acquisti          | Acquisti   |
| R.       | Nome              | da                | Modalità   |
| -------- | ----------------- | ----------------- | ---------- |
| D        | Xhelil Abdulla    |                   | svincolato |
| D        | Julian Koch       | Borussia Dortmund | prestito   |
| D        | Adli Lachheb      |                   | svincolato |
| D        | Timo Perthel      |                   | svincolato |
| C        | Antônio da Silva  |                   | svincolato |
| C        | Zvonko Pamić      | Bayer Leverkusen  | prestito   |
| A        | Sören Brandy      |                   | svincolato |
| A        | Ranisav Jovanović |                   | svincolato |

| Cessioni | Cessioni             | Cessioni         | Cessioni      |
| R.       | Nome                 | a                | Modalità      |
| -------- | -------------------- | ---------------- | ------------- |
| P        | Florian Fromlowitz   |                  | svincolato    |
| D        | Daniel Reiche        |                  | svincolato    |
| D        | Bruno Soares         |                  | svincolato    |
| C        | Zvonko Pamić         | Bayer Leverkusen | fine prestito |
| A        | Emil Jula            | Anorthōsis       | prestito      |
| A        | János Lázok          |                  | svincolato    |
| A        | Vasileios Pliatsikas | Schalke 04       | fine prestito |
| A        | Tomasz Zahorski      |                  | svincolato    |

### Sessione invernale(dal 01/01 al 31/01)
| Acquisti | Acquisti             | Acquisti   | Acquisti      |
| R.       | Nome                 | da         | Modalità      |
| -------- | -------------------- | ---------- | ------------- |
| D        | Sascha Dum           |            | svincolato    |
| D        | Andreas Ibertsberger |            | svincolato    |
| A        | Emil Jula            | Anorthōsis | fine prestito |

| Cessioni | Cessioni        | Cessioni         | Cessioni      |
| R.       | Nome            | a                | Modalità      |
| -------- | --------------- | ---------------- | ------------- |
| C        | Andre Hoffmann  | Hannover 96      | definitivo    |
| C        | Zvonko Pamić    | Bayer Leverkusen | fine prestito |
| A        | Emil Jula       | Osnabrück        | prestito      |
| A        | Flamur Kastrati | Erzgebirge Aue   | definitivo    |

## Risultati

### 2. Bundesliga

#### Girone di andata
| Arbitro: | Sippel |

|           |           |                                                          |
| Bajić 14’ | Marcatori | 20’ Reichwein 33’ (rig.) Dausch 46’ Kampl 60’ Lechleiter |

| Arbitro: | Fritz |

|                             |           |  |
| Rahn 36’ (rig.) Sembolo 61’ | Marcatori |  |

| Arbitro: | Christ |

|              |           |                               |
| Exslager 90’ | Marcatori | 4’ Ouali 20’ Losilla 78’ Poté |

| Arbitro: | Grudzinski |

|                               |           |  |
| Lauth 2’, 56’ Stoppelkamp 85’ | Marcatori |  |

| Arbitro: | Leicher |

|                       |           |                 |
| Zuck 41’ Azaouagh 81’ | Marcatori | 62’ Domovčijski |

| Duisburg 23 settembre 2012, ore 13:30 CEST 6ª giornata | Duisburg | 0 – 0 referto | Bochum | Schauinsland-Reisen-Arena (15 017 spett.)\| Arbitro: \| Siebert \| |
| Arbitro:                                               | Siebert  |               |        |                                                                    |

| Arbitro: | Cortus |

|                                     |           |  |
| Pfitzner 80’ Merkel 83’ Kruppke 87’ | Marcatori |  |

| Arbitro: | Petersen |

|                 |           |                      |
| Baljak 55’, 72’ | Marcatori | 3’ Hubník 78’ Wagner |

| Arbitro: | Dietz |

|  |           |            |
|  | Marcatori | 20’ Šukalo |

| Arbitro: | Steinhaus |

|  |           |                      |
|  | Marcatori | 64’ Leitl 88’ Caiuby |

| Arbitro: | Leicher |

|  |           |                 |
|  | Marcatori | 33’, 60’ Brandy |

| Arbitro: | Kampka |

|              |           |                        |
| Exslager 81’ | Marcatori | 34’ Konrad 38’ Verhoek |

| Colonia 9 novembre 2012, ore 18:00 CET 13ª giornata | Colonia | 0 – 0 referto | Duisburg | RheinEnergieStadion (39 900 spett.)\| Arbitro: \| Drees \| |
| Arbitro:                                            | Drees   |               |          |                                                            |

| Arbitro: | Willenborg |

|                          |           |                 |
| Brosinski 29’ Brandy 66’ | Marcatori | 42’ Hochscheidt |

| Arbitro: | Stegemann |

|                                         |           |          |
| Ginczek 18’ Bartels 65’, 74’ Sağlık 89’ | Marcatori | 45’ Kern |

| Arbitro: | Kempter |

|           |           |                               |
| Bajić 89’ | Marcatori | 20’ (aut.) Brandy 35’ Terodde |

| Arbitro: | Brand |

|  |           |                             |
|  | Marcatori | 58’ (rig.) Kern 79’ Perthel |

#### Girone di ritorno
| Arbitro: | Schriever |

|  |           |           |
|  | Marcatori | 84’ Wolze |

| Arbitro: | Fischer |

|                                                   |           |                         |
| Šukalo 52’ Jovanović 61’ Brandy 63’ Brosinski 88’ | Marcatori | 11’ Sembolo 40’ Laurito |

| Dresda 1º febbraio 2013, ore 18:00 CET 20ª giornata | Dinamo Dresda | 0 – 0 referto | Duisburg | glücksgas stadion (23 353 spett.)\| Arbitro: \| Kircher \| |
| Arbitro:                                            | Kircher       |               |          |                                                            |

| Arbitro: | Unger |

|              |           |                                    |
| Jovanović 9’ | Marcatori | 15’ Wood 45’ Bülow 81’ Stoppelkamp |

| Duisburg 17 febbraio 2013, ore 13:30 CET 22ª giornata | Duisburg  | 0 – 0 referto | Kaiserslautern | Schauinsland-Reisen-Arena (13 725 spett.)\| Arbitro: \| Schriever \| |
| Arbitro:                                              | Schriever |               |                |                                                                      |

| Arbitro: | Brych |

|                           |           |                          |
| Sinkiewicz 51’ Kramer 56’ | Marcatori | 37’ Exslager 89’ Perthel |

| Arbitro: | Hartmann |

|              |           |  |
| Exslager 62’ | Marcatori |  |

| Arbitro: | Sippel |

|                                                   |           |                         |
| Ramos 12’ Ronny 24’ Allagui 57’ Brandy 64’ (aut.) | Marcatori | 49’ Brandy 72’ Bomheuer |

| Arbitro: | Cortus |

|                                |           |           |
| Jovanović 37’ Bajić 80’ (rig.) | Marcatori | 87’ Rivić |

| Arbitro: | Kempter |

|  |           |               |
|  | Marcatori | 16’ Jovanović |

| Arbitro: | Dietz |

|                              |           |            |
| Perthel 31’ Bajić 65’ (rig.) | Marcatori | 34’ Fießer |

| Arbitro: | Unger |

|          |           |               |
| Gaus 23’ | Marcatori | 13’ Brosinski |

| Arbitro: | Kircher |

|              |           |            |
| Bomheuer 90’ | Marcatori | 23’ Bröker |

| Aue 27 aprile 2013, ore 13:00 CEST 31ª giornata | Erzgebirge Aue | 0 – 0 referto | Duisburg | Sparkassen-Erzgebirgsstadion (9 000 spett.)\| Arbitro: \| Kampka \| |
| Arbitro:                                        | Kampka         |               |          |                                                                     |

| Duisburg 5 maggio 2013, ore 13:30 CEST 32ª giornata | Duisburg | 0 – 0 referto | St. Pauli | Schauinsland-Reisen-Arena (18 239 spett.)\| Arbitro: \| Kempter \| |
| Arbitro:                                            | Kempter  |               |           |                                                                    |

| Arbitro: | Cortus |

|                                   |           |           |
| Quiring 59’ Mattuschka 81’ (rig.) | Marcatori | 48’ Wolze |

| Arbitro: | Meyer |

|                                         |           |                          |
| Perthel 12’ Bajić 60’ (rig.) Brandy 76’ | Marcatori | 21’ Kachunga 70’ Vrančić |

### Coppa di Germania
| Arbitro: | Hartmann |

|  |           |                   |
|  | Marcatori | 17’ (rig.) Šukalo |

| Arbitro: | Stieler |

|           |           |  |
| Kempe 88’ | Marcatori |  |

## Statistiche

### Statistiche di squadra
| Competizione      | Punti | In casa | In casa | In casa | In casa | In casa | In casa | In trasferta | In trasferta | In trasferta | In trasferta | In trasferta | In trasferta | Totale | Totale | Totale | Totale | Totale | Totale | DR  |
| Competizione      | Punti | G       | V       | N       | P       | Gf      | Gs      | G            | V            | N            | P            | Gf           | Gs           | G      | V      | N      | P      | Gf     | Gs     | DR  |
| ----------------- | ----- | ------- | ------- | ------- | ------- | ------- | ------- | ------------ | ------------ | ------------ | ------------ | ------------ | ------------ | ------ | ------ | ------ | ------ | ------ | ------ | --- |
| 2. Bundesliga     | 43    | 17      | 6       | 5       | 6       | 22      | 26      | 17           | 5            | 5            | 7            | 15           | 23           | 34     | 11     | 10     | 13     | 37     | 49     | -12 |
| Coppa di Germania | -     | 0       | 0       | 0       | 0       | 0       | 0       | 2            | 1            | 0            | 1            | 1            | 1            | 2      | 1      | 0      | 1      | 1      | 1      | 0   |
| Totale            | -     | 17      | 6       | 5       | 6       | 22      | 26      | 19           | 6            | 5            | 8            | 16           | 24           | 36     | 12     | 10     | 14     | 38     | 50     | -12 |

### Andamento in campionato
| Giornata  | 1  | 2  | 3  | 4  | 5  | 6  | 7  | 8  | 9  | 10 | 11 | 12 | 13 | 14 | 15 | 16 | 17 | 18 | 19 | 20 | 21 | 22 | 23 | 24 | 25 | 26 | 27 | 28 | 29 | 30 | 31 | 32 | 33 | 34 |
| --------- | -- | -- | -- | -- | -- | -- | -- | -- | -- | -- | -- | -- | -- | -- | -- | -- | -- | -- | -- | -- | -- | -- | -- | -- | -- | -- | -- | -- | -- | -- | -- | -- | -- | -- |
| Luogo     | C  | T  | C  | T  | T  | C  | T  | C  | T  | C  | T  | C  | T  | C  | T  | C  | T  | T  | C  | T  | C  | C  | T  | C  | T  | C  | T  | C  | T  | C  | T  | C  | T  | C  |
| Risultato | P  | P  | P  | P  | P  | N  | P  | N  | V  | P  | V  | P  | N  | V  | P  | P  | V  | V  | V  | N  | P  | N  | N  | V  | P  | V  | V  | V  | N  | N  | N  | N  | P  | V  |
| Posizione | 18 | 18 | 18 | 18 | 18 | 18 | 18 | 18 | 18 | 18 | 18 | 18 | 17 | 16 | 16 | 17 | 15 | 14 | 14 | 14 | 14 | 15 | 15 | 13 | 14 | 13 | 13 | 11 | 10 | 12 | 12 | 10 | 13 | 11 |

Legenda:

Luogo: C = Casa; T = Trasferta. Risultato: V = Vittoria; N = Pareggio; P = Sconfitta.

### Statistiche dei giocatori
| Giocatore       | 2. Bundesliga | 2. Bundesliga | 2. Bundesliga | 2. Bundesliga | Coppa di Germania | Coppa di Germania | Coppa di Germania | Coppa di Germania | Totale   | Totale | Totale      | Totale     |
| Giocatore       | Presenze      | Reti          | Ammonizioni   | Espulsioni    | Presenze          | Reti              | Ammonizioni       | Espulsioni        | Presenze | Reti   | Ammonizioni | Espulsioni |
| --------------- | ------------- | ------------- | ------------- | ------------- | ----------------- | ----------------- | ----------------- | ----------------- | -------- | ------ | ----------- | ---------- |
| M. Lenz         | -             | -             | -             | -             | -                 | -                 | -                 | -                 | -        | -      | -           | -          |
| R. Müller       | 7             | 0             | 0             | 0             | 1                 | 0                 | 0                 | 0                 | 8        | 0      | 0           | 0          |
| F. Wiedwald     | 27            | 0             | 2             | 0             | 2                 | 0                 | 1                 | 1                 | 29       | 0      | 3           | 1          |
| X. Abdulla      | -             | -             | -             | -             | -                 | -                 | -                 | -                 | -        | -      | -           | -          |
| B. Bajić        | 30            | 5             | 9             | 2             | -                 | -                 | -                 | -                 | 30       | 5      | 9           | 2          |
| D. Berberović   | 14            | 0             | 3             | 0             | 2                 | 0                 | 0                 | 0                 | 16       | 0      | 3           | 0          |
| M. Bollmann     | 5             | 0             | 0             | 0             | -                 | -                 | -                 | -                 | 5        | 0      | 0           | 0          |
| D. Bomheuer     | 25            | 2             | 4             | 0             | 2                 | 0                 | 1                 | 0                 | 27       | 2      | 5           | 0          |
| S. Hennen       | 1             | 0             | 0             | 0             | -                 | -                 | -                 | -                 | 1        | 0      | 0           | 0          |
| A. Ibertsberger | 7             | 0             | 3             | 0             | -                 | -                 | -                 | -                 | 7        | 0      | 3           | 0          |
| J. Koch         | 22            | 0             | 7             | 0             | -                 | -                 | -                 | -                 | 22       | 0      | 7           | 0          |
| A. Lachheb      | 17            | 0             | 2             | 1             | 2                 | 0                 | 0                 | 0                 | 19       | 0      | 2           | 1          |
| K. Wolze        | 20            | 2             | 7             | 1             | 1                 | 0                 | 0                 | 0                 | 21       | 2      | 7           | 1          |
| A. Silva        | 10            | 0             | 0             | 0             | 1                 | 0                 | 1                 | 0                 | 11       | 0      | 1           | 0          |
| D. Brosinski    | 32            | 3             | 2             | 0             | 2                 | 0                 | 1                 | 0                 | 34       | 3      | 3           | 0          |
| S. Dum          | 11            | 0             | 0             | 0             | -                 | -                 | -                 | -                 | 11       | 0      | 0           | 0          |
| J. Gjasula      | 8             | 0             | 0             | 0             | -                 | -                 | -                 | -                 | 8        | 0      | 0           | 0          |
| D. Jevtić       | 1             | 0             | 0             | 0             | -                 | -                 | -                 | -                 | 1        | 0      | 0           | 0          |
| B. Kern         | 19            | 2             | 2             | 0             | -                 | -                 | -                 | -                 | 19       | 2      | 2           | 0          |
| T. Öztürk       | 21            | 0             | 4             | 0             | 1                 | 0                 | 1                 | 0                 | 22       | 0      | 5           | 0          |
| T. Perthel      | 17            | 4             | 6             | 0             | -                 | -                 | -                 | -                 | 17       | 4      | 6           | 0          |
| G. Šukalo       | 27            | 2             | 9             | 1             | 2                 | 1                 | 1                 | 1                 | 29       | 3      | 10          | 2          |
| S. Baljak       | 23            | 2             | 1             | 0             | 1                 | 0                 | 0                 | 0                 | 24       | 2      | 1           | 0          |
| S. Brandy       | 32            | 6             | 12            | 0             | 2                 | 0                 | 1                 | 0                 | 34       | 6      | 13          | 0          |
| V. Domovčijski  | 13            | 1             | 0             | 0             | -                 | -                 | -                 | -                 | 13       | 1      | 0           | 0          |
| M. Exslager     | 27            | 4             | 3             | 0             | 2                 | 0                 | 0                 | 0                 | 29       | 4      | 3           | 0          |
| R. Jovanović    | 26            | 4             | 7             | 0             | 1                 | 0                 | 1                 | 0                 | 27       | 4      | 8           | 0          |
| J. Rybacki      | 1             | 0             | 0             | 0             | -                 | -                 | -                 | -                 | 1        | 0      | 0           | 0          |
| A. Hoffmann     | 13            | 0             | 4             | 0             | 2                 | 0                 | 2                 | 0                 | 15       | 0      | 6           | 0          |
| F. Kastrati     | 3             | 0             | 0             | 0             | 1                 | 0                 | 0                 | 0                 | 4        | 0      | 0           | 0          |
| Z. Pamić        | 13            | 0             | 0             | 1             | 1                 | 0                 | 0                 | 0                 | 14       | 0      | 0           | 1          |